# MAN 890 UG
Le MAN 890 UG est un autobus articulé construit par MAN et Göppel Bus dans les années 1960 et 1970, c'est un dérivé du Metrobus.

## Histoire
Le MAN 890 UG est un autobus articulé, dérivé du Metrobus. Le moteur diesel se trouve entre les essieux de la partie avant du véhicule, ce qui explique la hauteur du plancher et une marche ai niveau des portes.
UG signifie : Unterflur - Gelenkbus, ou plancher bas et articulé en français.
La remorque a été construite par Göppel Bus à Augsbourg
Le dernier exemplaire restant se trouve à l'Omnibus Club de Munich.

## Caractéristiques techniques[1]
Cet autobus possède 45 places assises pour 127 places au total.
- Longueur             = 16,600 m
- Largeur              = 2,500 m
- Hauteur              = 3,100 m
- Poids à vide         = 11,900 t
- Puissance            = 192 ch
- Moteur               = MAN D 2156 HMXU

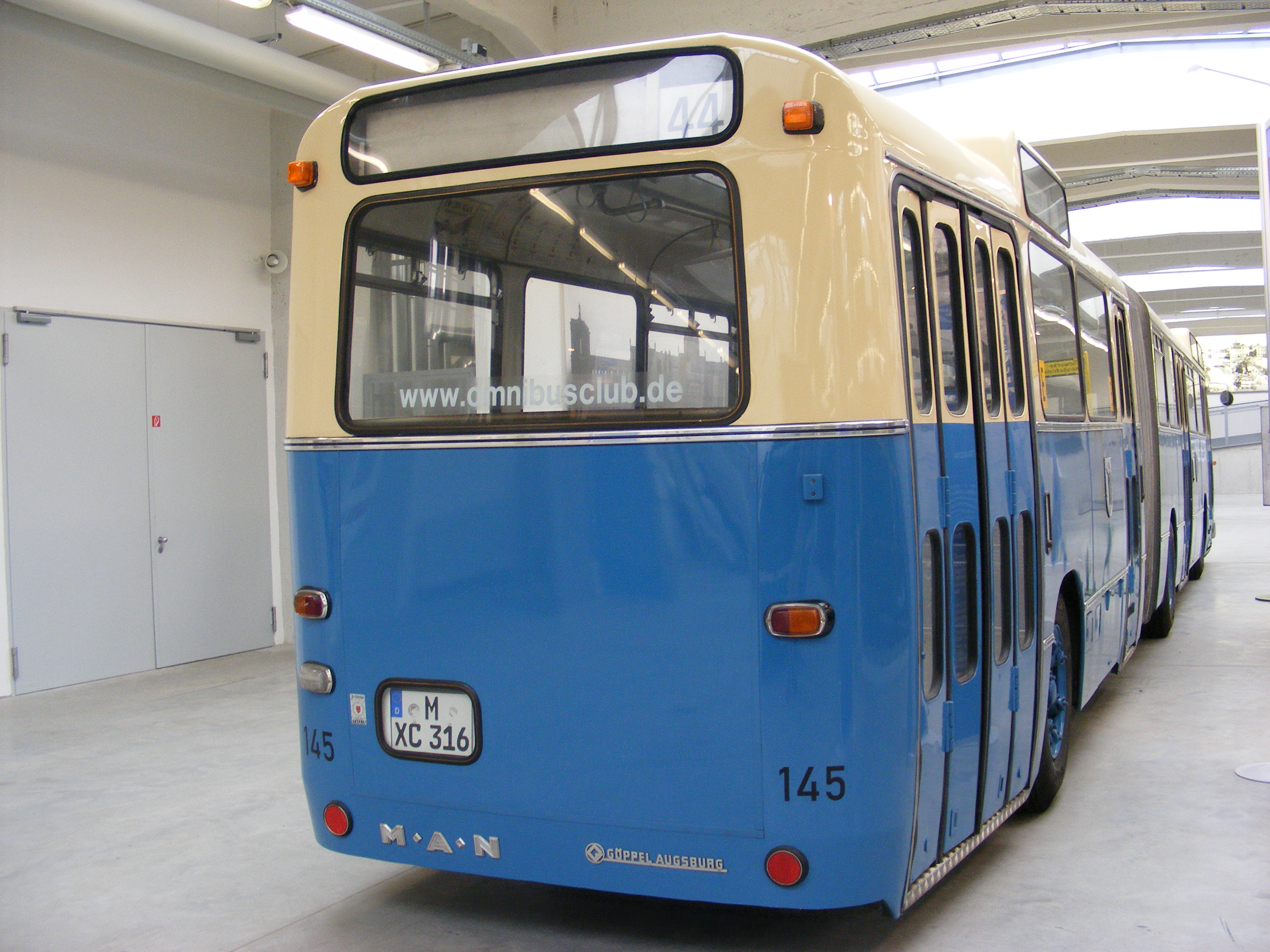
MAN-Göppel 890 UG M16 A du musée de Munich